# Ictitherium
Ictitherium è un genere estinto di iena.
Questa creatura, lunga 1,20 m, assomigliava molto di più a uno zibetto che a una iena, avendo un lungo corpo con corte zampe. A giudicare dai suoi denti, era un insettivoro. Ictitherium fu una creatura numerosa e di grande successo, i cui resti sono stati spesso ritrovati in branchi, sommersi forse da alluvioni. Forse questa iena primitiva viveva in branchi e aveva un ordine sociale molto simile ai suoi moderni discendenti.

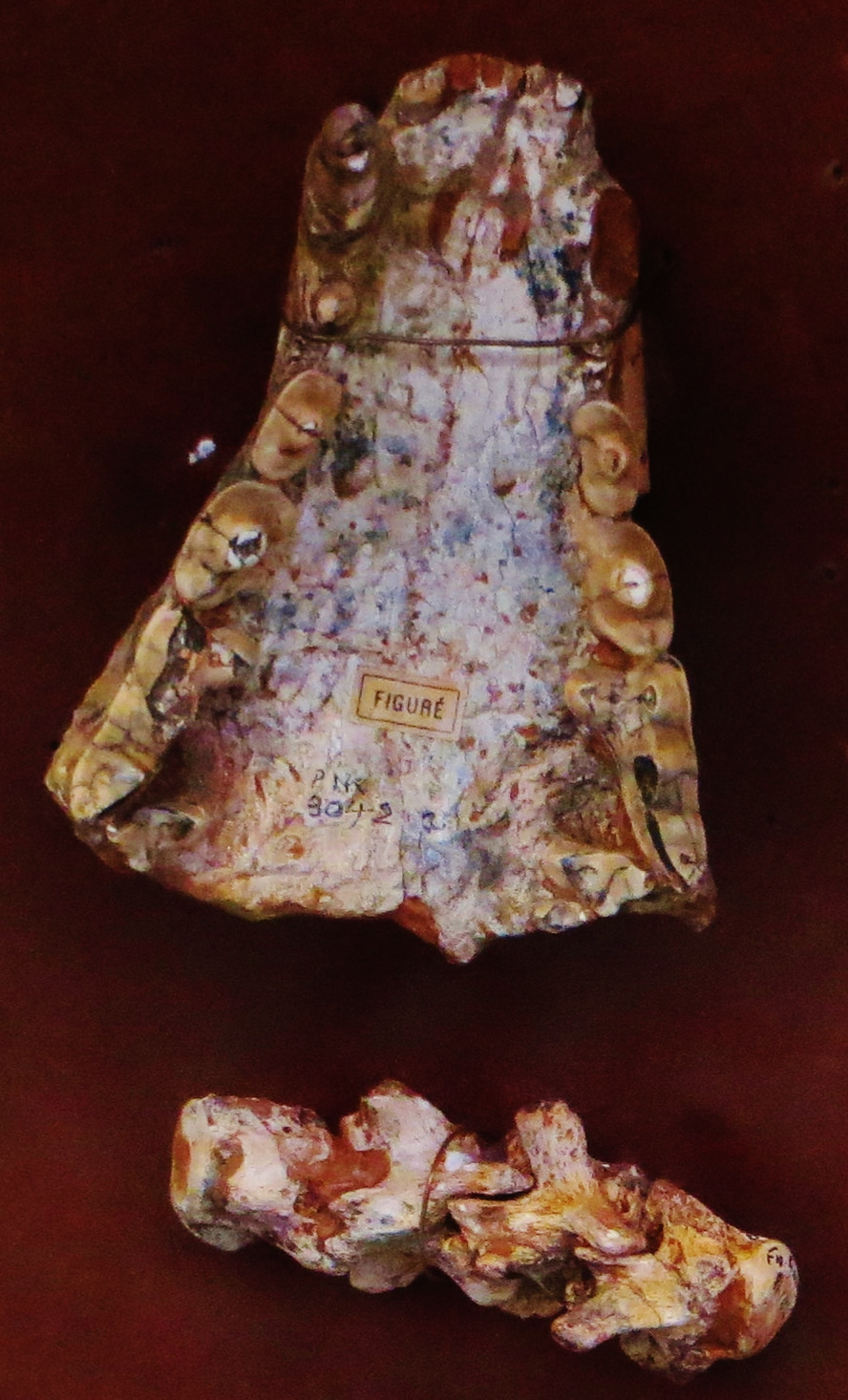
Mascella di Ictitherium hipparionum